# Hřbitov v Hosby
Hřbitov v Hosby (est.: Noarootsi kalmistu) je hřbitov u estonského evangelicko-luteránského kostela. Je položen uprostřed vesnice Hosby kolem kostela svaté Kateřiny. Hřbitov byl zapsán na seznam národních památek Estonska v roce 1997 a patří do obce Noarootsi v kraji Läänemaa v Estonsku.

## Historie
Některé zdroje uvádí, že hřbitov byl užíván v 13. nebo 14. století, nejpravděpodobněji byl užíván až od 16. století.

## Popis
Hřbitov se rozkládá na ploše 1,4 ha, je ohrazen kamennou zdí asi jeden metr vysokou z nasucho poskládaných kamenných balvanů.
Podle evidence z roku 2002 je zde na 700 hrobových míst. Hřbitov se skládá ze dvou částí: staré, která obtáčí kostel a nové založené v 19. století na sever od kostela. Ve staré části jsou se dochovaly charakteristické náhrobky z 18. a 19. století, nejstarší je z roku 1735.

## Zajímavosti
- Na jižní straně kostela jsou hroby rodiny Ungern-Sternberg baronů Rosen
- hrob malíře Johanna Karla Emmanuela Ungern von Sternberg (1773 - 1830)
- Na hřbitově v nové části se nachází žulový památník boje za svobodu, který byl postaven v roce 1935, zničen při okupaci sovětskými vojsky v roce 1946 a obnoven v roce 1990. Na památníku jsou uvedena jména obyvatel Hosby obětí obou světových válek.

## Galerie

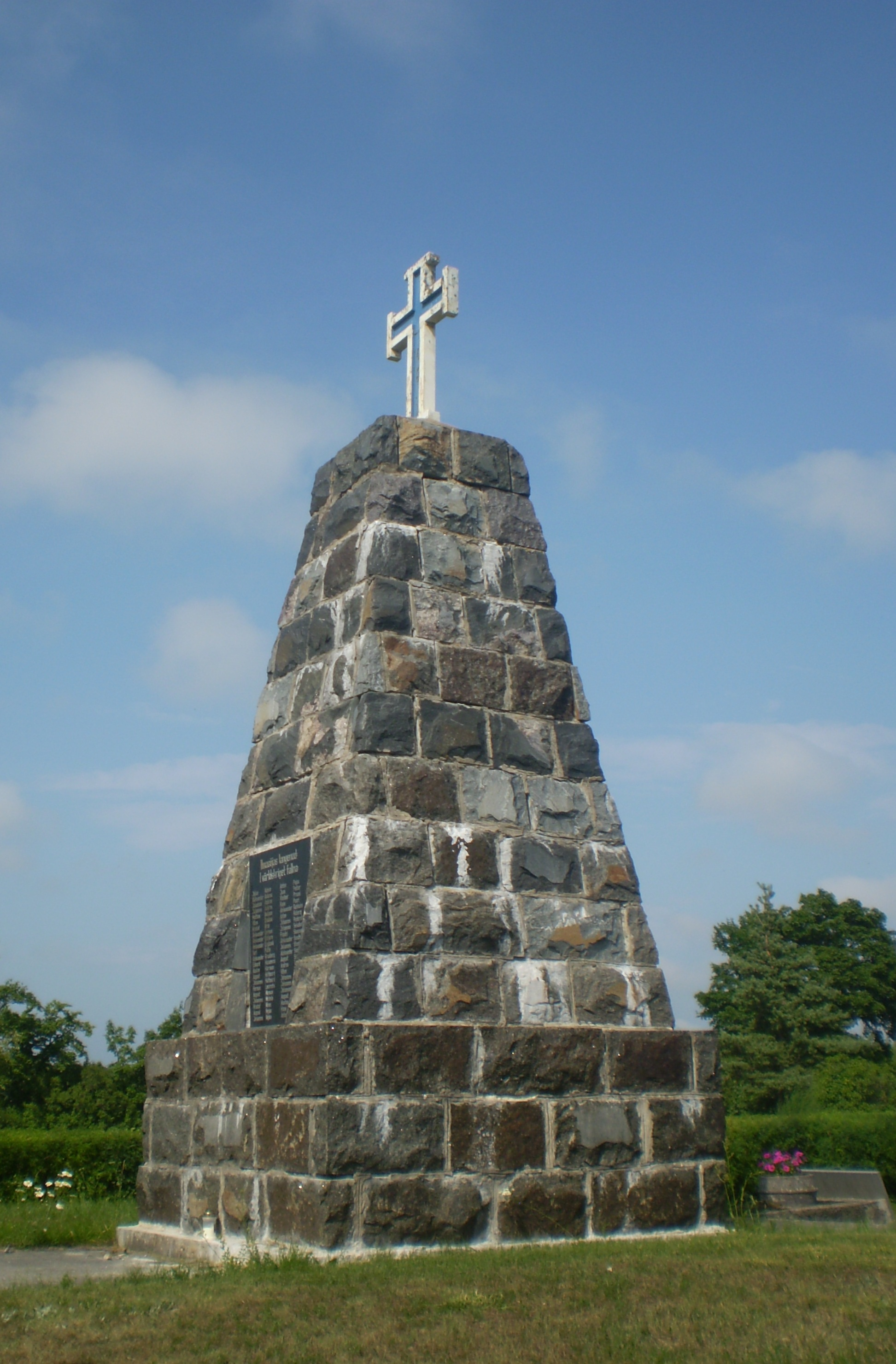
Památník boje za svobodu
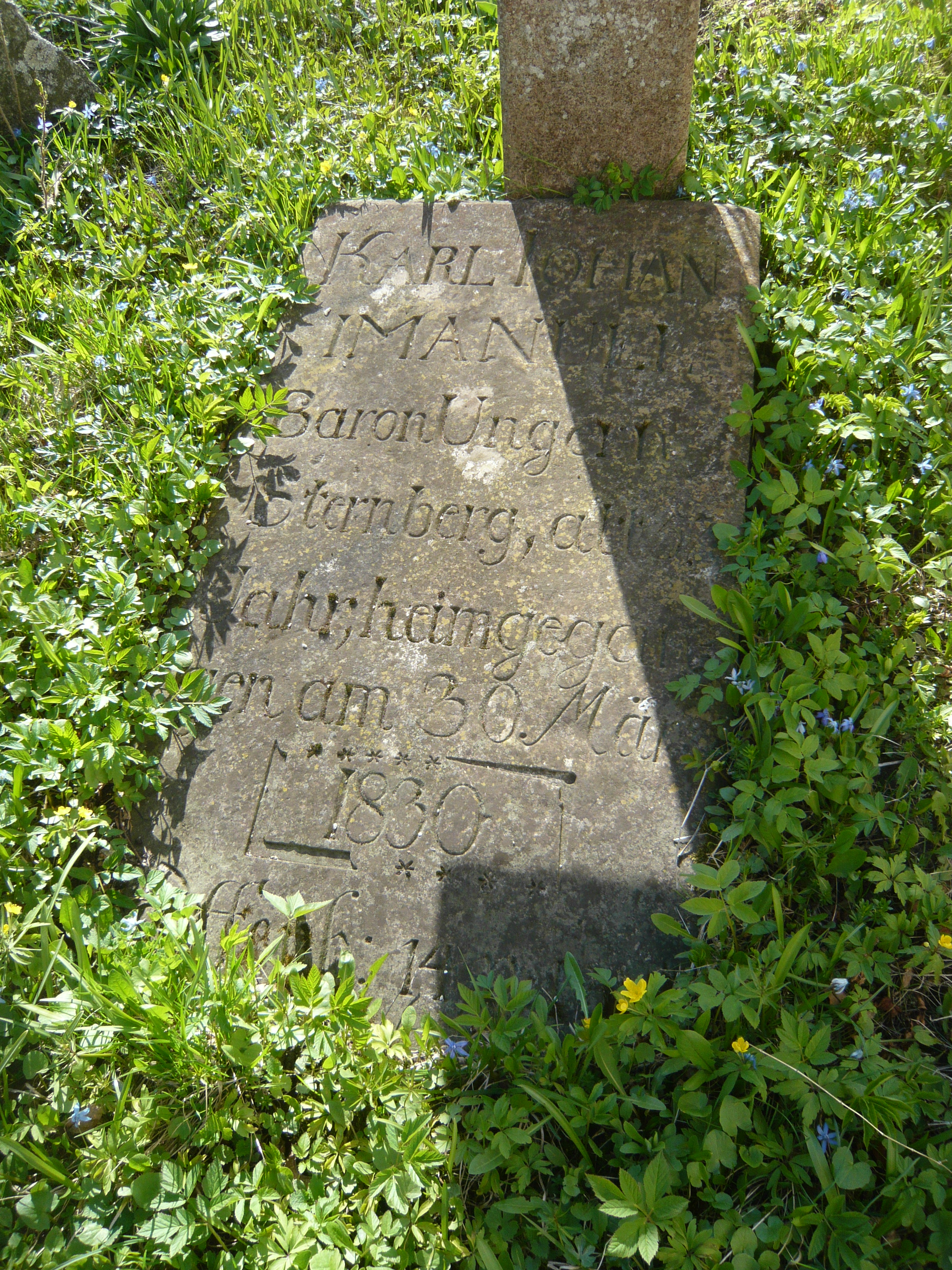
Náhrobek malíře Johanna Karla Emmanuela Ungern von Sternberg
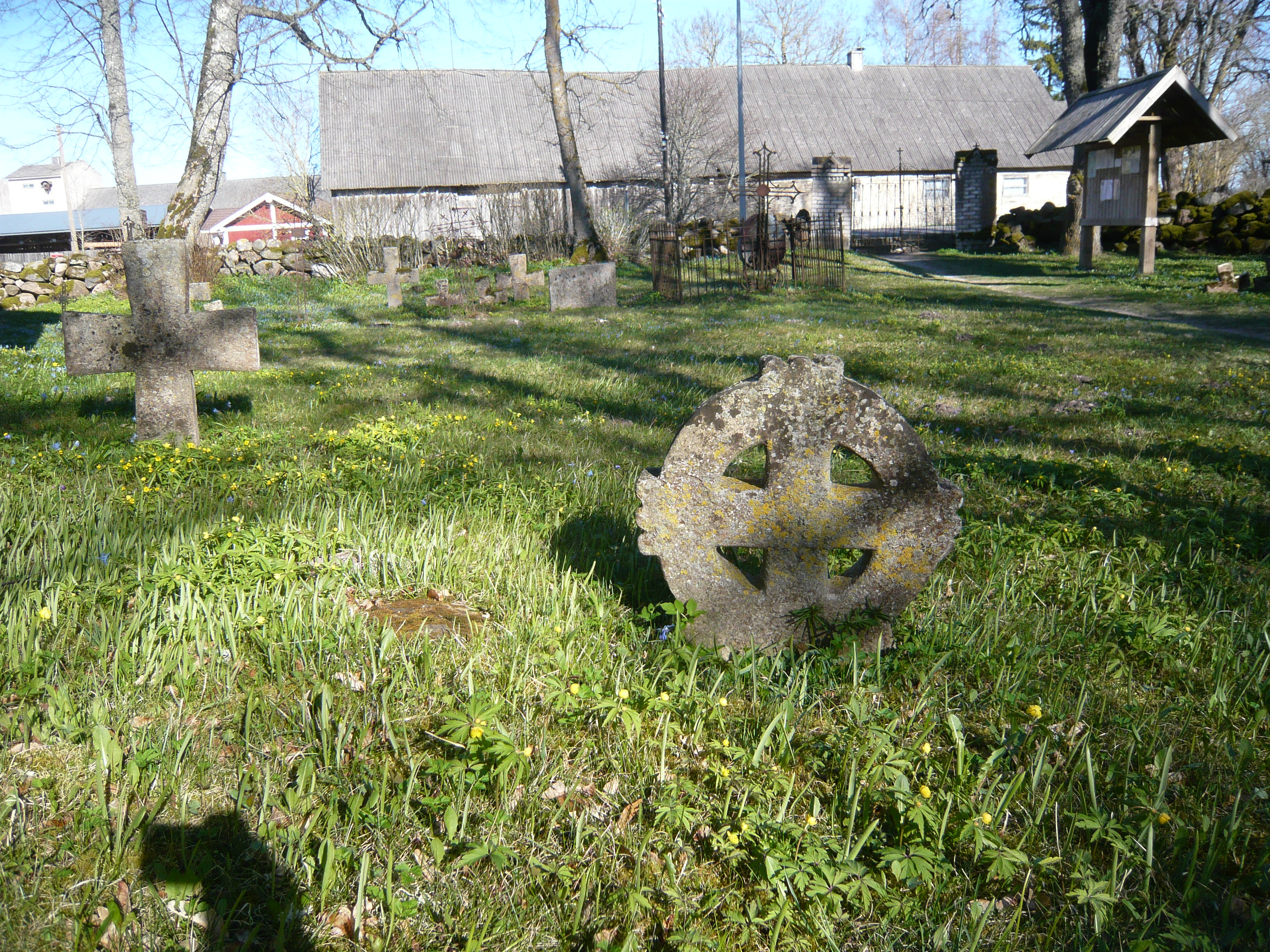
Charakteristické kruhové a křížové náhrobky